# Chaetodontoplus duboulayi
Chaetodontoplus duboulayi е вид бодлоперка от семейство Pomacanthidae. Видът не е застрашен от изчезване.

## Разпространение и местообитание
Разпространен е в Австралия (Лорд Хау), Индонезия и Папуа Нова Гвинея.
Обитава крайбрежията и скалистите дъна на океани, морета и рифове. Среща се на дълбочина от 5 до 20 m, при температура на водата от 24,1 до 28,4 °C и соленост 34,3 – 35,5 ‰.

## Описание
На дължина достигат до 28 cm.
Популацията на вида е стабилна.